# Natalia Duco
Natalia Duco, född 31 januari 1989, är en friidrottare från Chile. Hon deltog vid olympiska sommarspelen 2008, olympiska sommarspelen 2012, olympiska sommarspelen 2016 och olympiska sommarspelen 2024.